# コーデックス デジタル

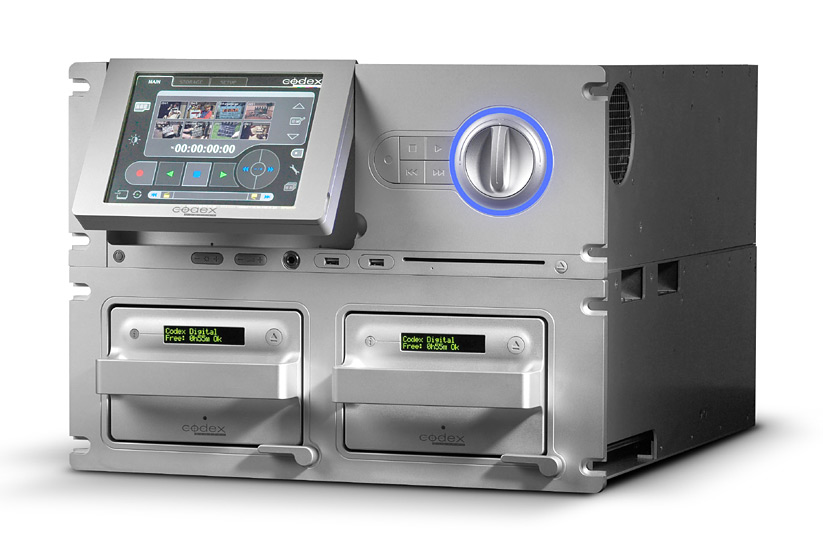
コーデックス デジタル高解像度デジタルメディアレコーダー

コーデックス デジタル(Codex Digital)は、高解像度のレコーディングシステムでトムソン社のヴァイパーやパナビジョン・ジェネシスやレッドワンのようなデジタルシネマカメラの画像と音声を記録する為に設計された。2007年の執筆時点ではダルサ オリジンのような高解像度のカメラやA & B カメラ用のツイン4:4:4デュアルリンクHD-SDI入力やステレオスコピック 3D作業用の非圧縮の4Kの動画を記録できる唯一のシステムであった。
2006年に最初に市場に投入された'Codexは自己完結型のユニットでタッチスクリーンのインターフェースを備え、それぞれ1.4TBまでの容量のRAIDのディスクによる2機の交換可能なディスクパックを備える。インターフェースはHD-SDIとInfiniBandで主要なデジタルシネマカメラに対応している。興味深い事にCodexは仮想ファイルシステムを備え、従来のイーサネットでアクセスする事により撮影した映像素材をQuickTime, MXF, AVI, WAVやJPEGの複数の解像度と標準のフォーマットで再生できる。

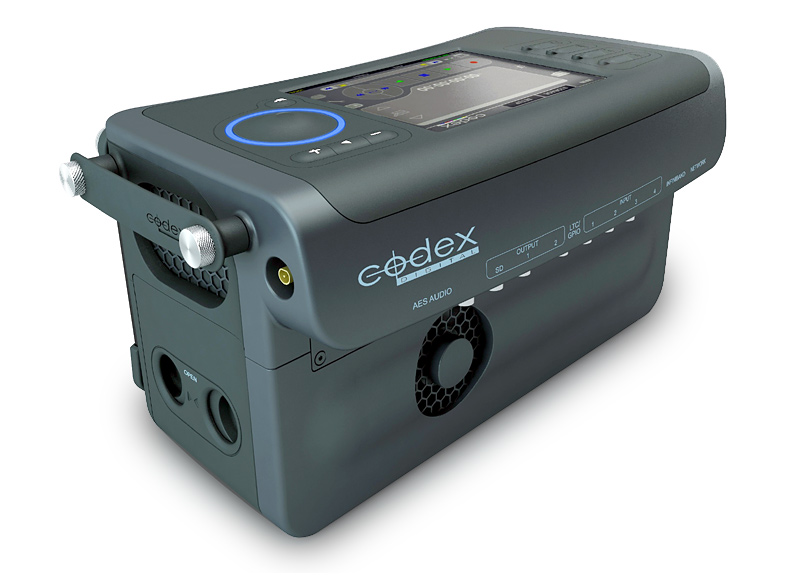
コーデックス可搬式レコーダー

2007年に発売されるとみられたCodex Portableレコーディングシステムは大きいCodexレコーダーを下に小型化、バッテリー駆動、記録時にJPEG2000画像圧縮対応された。同様に記録中に音声のノートを加えることのできる能力であるMutter Trackのようないくつかの新しい機能が導入された。
Codexは1994年に科学と技術に対する業績によりアカデミー賞を受賞したライトワークス編集システムを開発した同じチームによって開発された。

## 競合
Codexはデジタルシネマにおいて唯一のレコーディングシステムではない。S-Twoはデヴィッド・フィンチャーのゾディアック等、多くの知名度の高い計画で使用される。CodexのようにS-twoも非圧縮システムであり、撮影中に画像圧縮を行う物ではない。
多くのデジタル映像が従来のHDCAM SRのようなHDテープフォーマットで記録される。ジョージルーカスのスター・ウォーズ エピソードⅡと最近ではマイアミバイスとスーパーマンリターンズは使用された最も特筆すべき事例である。

## 関連記事
- アリフレックス D-20
- CineAlta
- パナビジョン ジェネシス
- レッド・デジタル・シネマカメラ・カンパニー